# Вооружённые силы Гвинеи-Бисау
Вооружённые силы Гвинеи-Бисау (порт. Forças Armadas Revolucionárias do Povo) — совокупность сухопутных войск, военно-воздушных сил и военно-морских сил, предназначенная для защиты государственного строя, населения и территориальной целостности Республики Гвинея-Бисау.

## История
В XVII - XIX вв. территория страны была завоёвана португальцами и с 1879 до сентября 1974 года являлась отдельной португальской колонией (c 1951 года получившей статус заморского департамента). В 1963 году Африканская партия независимости Гвинеи и островов Зелёного Мыса (ПАИГК) начала вооружённую борьбу, в 1965 году на основе вооружённых групп была создана военизированная структура (Народные революционные вооружённые силы). К началу 1970х годов ПАИГК контролировала две трети территории Гвинеи, 24 сентября 1973 года была провозглашена независимость страны (к началу 1974 года независимость признали 80 государств, что позволило начать закупки вооружения и военного снаряжения).
Вооружённые силы были созданы в 1973-1974 гг., на их вооружение поступило оружие партизанских отрядов, а также трофейное вооружение и техника войск и полиции Португалии.
14 ноября 1980 года произошёл военный переворот, в результате которого к власти пришёл Ж. Б. Вийера.
В 1981 году общая численность вооружённых сил страны составляла свыше 3 тыс. человек; кроме того, в стране имелись другие вооружённые формирования общей численностью 2 тыс. человек.
В январе 1998 года в руководстве страны начался конфликт, после чего Сенегал и Гвинея при поддержке Франции ввели войска в Гвинею-Бисау под лозунгом защиты законно избранного президента. Возглавившего мятеж начальника генерального штаба А. Мане поддержала часть армии, повстанцы-сепаратисты из сенегальской провинции Казаманс (граничащей с Гвинеей-Бисау), Нигерия, Великобритания, США и Португалия. В боевых действиях погибли сотни человек, но в ноябре 1998 года было подписано перемирие, а в мае 1999 года президент Вийера был свергнут в ходе военного переворота.
В 2003 году вооружённые силы комплектовались по призыву, общая численность войск и военизированных формирований составляла около 9,25 тыс. человек (сухопутная армия - 6,8 тыс. человек, ВВС - 100 человек, военно-морские силы - 350 человек, а также жандармерия - 2 тыс. человек).
Начавшийся в 2008 году всемирный экономический кризис осложнил положение в стране. В 2008 году главнокомандующий военно-морскими силами попытался совершить государственный переворот. 1 апреля 2010 года в столице имели место беспорядки, в ходе которых солдаты заняли несколько правительственных зданий и арестовали премьер-министра страны, но в дальнейшем, к 3 апреля 2010 кризис был урегулирован дипломатическими средствами. В декабре 2011 года имела место ещё одна попытка совершить переворот, 12 апреля 2012 года - произошёл военный переворот, в котором участвовали военнослужащие.
26 сентября 2013 года правительство Гвинеи-Бисау подписало Международный договор о торговле оружием (вступивший в силу после ратификации - 20 января 2019 года).
1 февраля 2022 года была предпринята ещё одна попытка государственного переворота, бои в столице продолжались пять часов.
Гвинея-Бисау принимает ограниченное участие в миротворческих операциях ООН. Потери во всех четырёх миротворческих операциях ООН с участием страны составляют 5 военнослужащих погибшими.

## Современное состояние
По состоянию на начало 2022 года, общая численность вооружённых сил Гвинеи-Бисау составляла 4,45 тыс. военнослужащих.
- численность сухопутных войск составляла 4 тыс. человек - 5 пехотных батальонов, танковый батальон, артиллерийский дивизион, разведывательная рота и инженерная рота. На вооружении имелось 25 танков (15 ПТ-76 и десять Т-34), 10 БРДМ-2, 55 бронетранспортёров (БТР-40, БТР-152 и БТР-60), свыше 26 орудий полевой артиллерии (в т.ч., 18 шт. - 122-мм буксируемых гаубиц), 34 зенитных орудия (10 шт. 57-мм С-60, шесть 37-мм орудий обр. 1939 года и 18 шт. 23-мм установок ЗУ-23-2) и 8 шт. 120-мм миномётов обр. 1943 г.[6];
- ВВС: 100 человек и один транспортный самолёт Cessna-208B "Grand Caravan"[6];
- ВМС: около 350 человек и 4 патрульных катера[6].